# Fukomys bocagei
Fukomys bocagei és una espècie de mamífer rosegador de la família de les rates talp. Viu a Angola i Namíbia. Es tracta d'un animal social de vida subterrània que viu en colònies de diversos exemplars. Els seus hàbitats naturals són els boscos i les sabanes seques. Es desconeix si hi ha cap amenaça significativa per a la supervivència d'aquesta espècie. Originalment fou descrita com a espècie del gènere Cryptomys.
El seu nom específic, bocagei, és en honor del zoòleg i polític portuguès José Vicente Barbosa du Bocage.